# Augusto Mijares
Salvador Augusto Mijares Izquierdo (Villa de Cura, estado Aragua, Venezuela, 12 de noviembre de 1897 - Caracas, Distrito Federal, 29 de junio de 1979) fue un escritor, historiador y educador venezolano. Es principalmente conocido por su biografía de Simón Bolívar: El Libertador.

## Biografía
Desde muy joven vivió en Caracas, donde concurrió al Colegio Salesiano de Sarría y al Colegio Nacional, donde se graduó de bachiller en 1916. Comenzó a ejercer la labor docente con 17 años de edad, como maestro de escuela primaria. Se recibió de abogado en 1921, habiendo estudiado en la Universidad Central de Venezuela. En 1938 se graduó de profesor de Geografía e Historia.
A partir de 1936 desarrolló con intensidad varios planes para el fomento de la educación en su país. Entre otros logros se destacan la creación de escuelas técnicas y rurales, la aplicación de políticas de capacitación docente y la creación del Instituto Pedagógico Nacional (del que fue profesor).

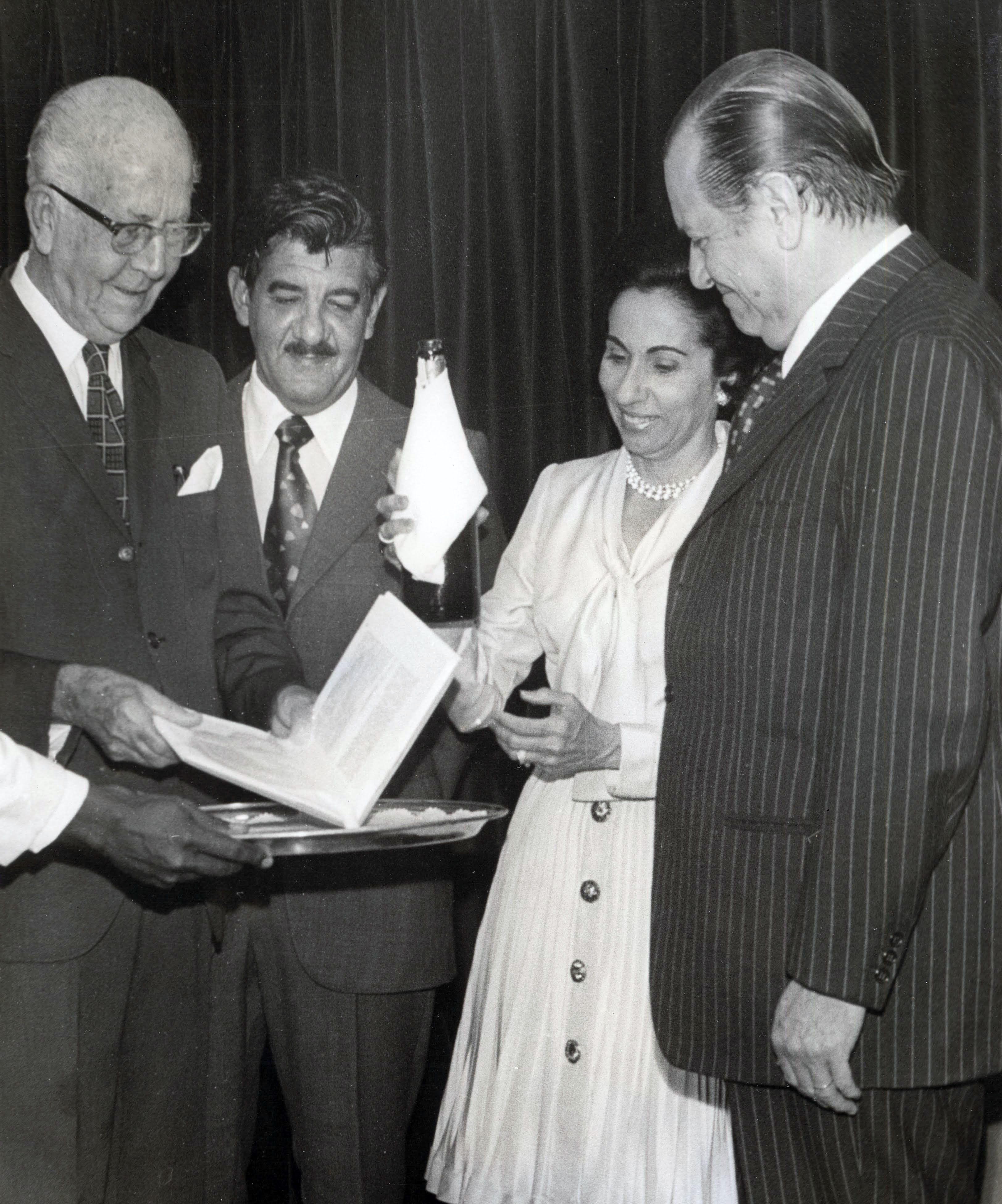
Augusto Mijares junto al presidente Rafael Caldera, José Antonio Pérez Díaz y Alicia Pietri de Caldera, en la presentación de una nueva edición del libro Moldes para la fragua.

Entre 1946 y 1948 fue director del Ministerio de Educación, y a finales de 1948 fue nombrado Ministro. En este cargo creó la revista Tricolor, (declarada Patrimonio Cultural de Venezuela en marzo de 2019 al cumplir 70 años de fundada) destinada a la educación de los niños y el Estatuto Provisional de Educación (que estuvo en vigencia hasta 1955).

En 1949 cometió el error histórico de mandar a quemar la edición completa de 5000 ejemplares de las Memorias de Jean-Baptiste Boussingault por las referencias sexuales que hace de la vida de Bolívar. Tiempo después, Mijares diría sobre aquella decisión:
«Lo que yo mandé a incinerar como Ministro de Educación fue un extracto en 166 páginas de aquellas memorias».
Se casó con Matilde Felce Cottin con quien tuvo 4 hijos. Fue miembro de las academias venezolanas de la Historia (1947), Ciencias Políticas y Sociales (1960) y de la Lengua (1971). También se desempeñó como embajador en España, 1950-1952 y director del Archivo Nacional.

## Obra
- 1927 La patria de los venezolanos en 1750.
- 1938 La interpretación pesimista de la sociología hispanoamericana.
- 1940 Hombres e ideas de América.
- 1943 Educación
- 1955 La luz y el espejo.
- 1961 Ideología de la Revolución Emancipadora.
- 1963 Lo afirmativo venezolano.
- 1964 El Libertador (biografía de Simón Bolívar).
- 1967 La evolución política de Venezuela.
- 1971 Longitud y latitud.

También publicó diversas biografías sobre personajes de la historia de Venezuela.

## Premios y distinciones
- 1955 Premio Nacional de Literatura, por La luz y el espejo.[2]
- Fue individuo de número de la Academia Nacional de la Historia, de la Academia Venezolana de la Lengua y de la Academia de Ciencias Políticas y Sociales.[2]
- En 1997, en conmemoración del centenario de su nacimiento, fueron editadas sus Obras Completas por Monte Ávila Editores.[6]